# Alistair Taylor
James Alistair Taylor (Runcorn, 21 giugno 1935 – Chesterfield, 9 giugno 2004) è stato un manager britannico.
Assistente personale di Brian Epstein, fu un prezioso collaboratore del manager e dei Beatles, e  alla fine degli anni sessanta general manager della Apple Corps.

## Biografia

### Gli inizi
Dopo aver svolto il servizio militare nell'aviazione, si stabilì a Liverpool dove effettuò una serie di lavori temporanei. Successivamente si trasferì a Londra e qui, lavorando per la catena di supermercati John Lewis, subì un serio infortunio sul lavoro, dovette stare ingessato per otto mesi e venne licenziato senza alcun indennizzo. A Battersea, dove abitava, incontrò Lesley Gillibrand, con cui si sposò alla vigilia di Natale del 1959. In seguito la coppia si trasferì a Liverpool e Taylor trovò un impiego monotono e insoddisfacente presso un importatore di legname. Per questo motivo, nel 1960 non esitò a rispondere a un annuncio sul quotidiano locale in cui si richiedeva un “commesso per un negozio di musica”, e dopo il colloquio – nel quale fece sfoggio delle sue conoscenze di jazz – fu assunto da un ancora sconosciuto Brian Epstein, che all'epoca gestiva con buon successo il punto vendita di dischi di Whitechapel.

### Con i Beatles
Fu l'inizio di un sodalizio professionale e umano e Taylor divenne presto il venditore di fiducia di Epstein guadagnandosi ben presto il soprannome di “Mr Fixit” (Il Signor Aggiustatutto) e rivelandosi determinante per il futuro dei Beatles. Fu infatti Taylor che raccolse le ripetute richieste del disco My Bonnie prodotto da un gruppo sconosciuto, i Beat Brothers – che si sarebbe rivelato il nome dietro cui si celavano i futuri Beatles – e provvide a farne un primo ordine di cinquanta copie che andarono esaurite nel giro di poche ore. E sempre lui, nel 1961, segnalò a Epstein il Cavern accompagnandolo ad assistere a un'esibizione del gruppo e firmando in qualità di testimone il primo contratto che i Beatles siglarono per Epstein. Per lealtà nei confronti del manager, di cui era divenuto l'assistente personale, rifiutò una percentuale del 2,5% sui proventi che quel contratto offriva, rinunciando a una cifra che nel 2003 fu stimata essere nell'ordine di 150 milioni di sterline.
Tranne che per una breve parentesi in cui lavorò a Londra per la Pye Records – si era dovuto trasferire nella capitale a causa delle condizioni di salute della moglie – Alistair Taylor per gran parte degli anni sessanta svolse attività strettamente legate alla storia dei Beatles. Divenuto per volere di Epstein direttore generale della NEMS Enterprises con sede a Londra, come suo assistente personale e in qualità di “Mr Fixit” fu incaricato delle mansioni più varie, da quelle banali ad altre complesse e scabrose. Negli anni, oltre a essere amico e consigliere dei quattro Beatles, provvide a prenotare voli e camere d'albergo, a fronteggiare un padre furibondo che sosteneva che la figlia era rimasta incinta dopo un rapporto con John Lennon, a ideare travestimenti e vie di fuga per i musicisti. Si occupò di acquistare la fattoria scozzese di High Park per conto di Paul McCartney arredandone spartanamente la casupola, di individuare e comprare per John Lennon a un'asta l'isola irlandese di Dorinish, nella Baia di Clew, trasportandovi il carro gitano dipinto con motivi psichedelici fino ad allora parcheggiato nei giardini di Kenwood  e, secondo i desideri dei Beatles, di trovare un'isola greca – che Taylor identificò in Leslo, in vendita per 90 000 sterline – in cui i quattro musicisti avrebbero potuto ritirarsi, lontani dagli inconvenienti della popolarità.
Per tutto il periodo fino al 1967 visse all'ombra di Brian Epstein, a cui era profondamente devoto nonostante i litigi dovuti al carattere volubile del manager. Quell'anno dovette volare in California per raggiungere i Cream in trasferta oltreoceano e tirarli fuori dai guai dovuti ai loro visti di ingresso. Proprio il giorno del suo rientro, il 27 agosto, ricevette una telefonata preoccupata da parte di Joanne Newfield, segretaria di Epstein, che lo pregava di recarsi urgentemente alla lussuosa casa del manager a Chapel Street; qui Epstein venne trovato senza vita nel suo letto, deceduto per un'intossicazione da farmaci.
Ripresosi dal dispiacere, in dicembre venne contattato da Lennon, e accettò la proposta di diventare il general manager della Apple Corps, attività che i Beatles portarono avanti finché non realizzarono compiutamente che si trattava di un'operazione che li stava conducendo al fallimento. Taylor aveva suggerito di rivolgersi a qualcuno che avesse competenze nella razionalizzazione delle risorse, ma solo alla fine fu presa la decisione di ricorrere al manager americano Allen Klein. Questi volle fare piazza pulita del fedele staff della Apple, e così nel 1969 Alistair Taylor venne licenziato; cercò una parola di conforto da parte dei vecchi amici ma trovò con amarezza un muro di silenzio.

### Dopo i Beatles
A seguito del licenziamento, Taylor provò a mettersi in proprio, ma con scarsa fortuna. Poi fu nominato addetto stampa della DJM Records dell'impresario Dick James, e là scoprì un promettente artista, Reg Dwight, che di lì a poco sarebbe diventato famoso col nome di Elton John; e poi lavorò con la Saga Record. Successivamente, per diverso tempo svolse l'attività di project manager per il settore editoriale della Morgan Grampian finché non lasciò Londra per trasferirsi nel Derbyshire. Infine si dedicò a una serie di lavori umili, ripetitivi e per nulla attinenti alle sue competenze.
Dopo diversi anni di anonimato, un gruppo di ammiratori dei Beatles lo rintracciò fortunosamente e Taylor iniziò a partecipare a incontri celebrativi del gruppo di Liverpool, avendo modo di rievocare i ricordi delle circostanze che lo avevano visto testimone, e nel 1998 apparve in un documentario della BBC riguardante Brian Epstein.
Alistair Taylor è morto il 9 giugno 2004 a causa di una broncopolmonite.